# Hrabstwo Lake (Kalifornia)
Hrabstwo Lake (ang. Lake County) – hrabstwo w stanie Kalifornia w Stanach Zjednoczonych. Obszar całkowity hrabstwa obejmuje powierzchnię 1329,48 mil² (3443,34 km²). Według szacunków United States Census Bureau w roku 2009 miało 65 279 mieszkańców.
Hrabstwo powstało w 1861 roku. Na jego terenie znajdują się:
- miejscowości – Clearlake, Lakeport,
- CDP – Clearlake Oaks, Clearlake Riviera, Cobb, Hidden Valley Lake, Kelseyville, Lower Lake, Lucerne, Middletown, Nice, North Lakeport, Soda Bay, Spring Valley, Upper Lake.